# جون ستيوارت وليامز
جون ستيوارت وليامز (بالإنجليزية: John Stuart Williams)‏ هو محامي وسياسي أمريكي، ولد في 10 يوليو 1818 في ماونت ستيرلينغ في الولايات المتحدة، وتوفي بنفس المكان في 17 يوليو 1898. حزبياً، نشط في الحزب الديمقراطي. وقد انتخب عضو مجلس الشيوخ الأمريكي.